# A la quête du Passé
A la quête du Passé è il secondo album dei Furia.

## Tracce
1. Intro
2. A La Quête Du Passé
3. Gorthoth Le Passeur Du Fleuve De L'oubli
4. Le Temple Des Putains Démoniaques
5. Intermède
6. Incantations A Cébil
7. Le Sacrifice De La Vierge
8. Le Baptême Du Diable
9. Et La Lumière Fut…
10. L'antre Des Morts
11. Une Quête Sans Lendemain
12. Les Larmes Du Destin
13. Vidéo-Clip

## Formazione
- Nicolas - voce
- Sebastien - chitarra elettrica
- Mickael - chitarra ritmica
- Guillaume - basso elettrico
- Mederic - batteria